# Beaujeu, Rhône
Beaujeu este o comună în departamentul Rhône din sud-estul Franței. În 2009 avea o populație de 2.027 de locuitori.

## Evoluția populației
| An        | 1975  | 1982  | 1990  | 1999  | 2006  | 2009  |
| --------- | ----- | ----- | ----- | ----- | ----- | ----- |
| Populație | 2.179 | 1.953 | 1.874 | 1.905 | 1.987 | 2.027 |